# (15838) Auclair
(15838) Auclair (1995 FU12) – planetoida z grupy pasa głównego asteroid okrążająca Słońce w ciągu 5,18 lat w średniej odległości 2,99 j.a. Odkryta 27 marca 1995 roku.